# Kamil al-Ziyarat
Kamil al-Ziyarat (arabiska: كامل الزيارات) är en bok som handlar om ziyarat och är skriven av den lärde Ibn Qulawayh al-Qummi. Boken är indelad i kapitel som startar med att beskriva vad ziyarat är och dess fördelar generellt, och sedan citerar hadither om ziyarat och att besöka speciella heliga personer, heliga platser för shiamuslimer och relaterade rubriker. Boken har översatts till engelska.